# Ordine al merito (Ucraina)
L'Ordine al merito (in ucraino Орден «За заслуги»?, Orden «Za zasluhy») è un ordine cavalleresco dell'Ucraina.

## Storia
L'onorificenza venne fondata dal presidente Leonid Kučma il 22 settembre 1996 con l'intento di ricompensare quanti si fossero dimostrati particolarmente attivi in materia economica, scientifica, culturale, militare o politica. L'onorificenza può essere concessa anche postuma. Per i membri delle forze armate viene concessa la medaglia con delle spade incrociate sul retro.

## Classi
L'ordine dispone delle seguenti classi di benemerenza:
- I classe
- II classe
- III classe

| Prima classe | Prima classe | Seconda classe | Seconda classe | Terza classe | Terza classe |
| ------------ | ------------ | -------------- | -------------- | ------------ | ------------ |
|              |              |                |                |              |              |
| Nastro       |              |                |                |              |              |
|              |              |                |                |              |              |

## Insegne
- La medaglia dell'ordine consiste in cerchio raggiante d'oro su quattro lati diagonali avente al centro una croce greca stondata smaltata di blu e bordata d'oro marchiata al centro col tridente simbolo dell'Ucraina in oro e circondato da una corona d'alloro in oro.
- La placca riprende le medesime decorazioni della medaglia montate su una stella raggiante d'oro a otto raggi e attorno al medaglione centrale si trova un anello smaltato di blu scuro con inciso in oro il motto dell'ordine.
- Il nastro è bordeaux con una striscia d'oro e una blu su un lato.

## Insigniti notabili
- Sabah IV Al-Ahmad Al-Jaber Al-Sabah, emiro del Kuwait
- Valdas Adamkus, presidente della Lituania
- Andreas Aebi, politico svizzero
- Vittorio Claudio Surdo, diplomatico italiano
- Hassanal Bolkiah, sultano del Brunei
- Dalia Grybauskaitė, presidente della Lituania
- Riccardo Muti, direttore d’orchestra italiano